# Helsingborgs socken
Helsingborgs socken i Skåne ingick i Luggude härad, uppgick 1919 i Hälsingborgs stad och området är sedan 1971 en del av Helsingborgs kommun, från 2016 i Helsingborgs Maria distrikt och Filborna distrikt.
Socknens areal var 21,3 kvadratkilometer land. År 1908 fanns här 1 483 invånare.  Slottet Sofiero, Pålsjö slott, Ramlösa hälsobrunn och Stattenaområdet ligger i sockenområdet.

## Administrativ historik
Socknen har medeltida ursprung som Sankt Peders socken. Dess sockenkyrka, belägen strax öster om Helsingborgs slott, revs vid mitten av 1500-talet, varefter stadens kyrka användes.  
1863 övergick socknens ansvar för de kyrkliga frågorna till Helsingborgs landsförsamling och för de borgerliga frågorna bildades Helsingborgs landskommun. Landskommunen uppgick i steg, 1905, 1907, 1914, 1918 och med de sista delarna 1919, i Hälsingborgs stad som 1971 ombildades till Helsingborgs kommun. Församlingen uppgick 1919 i Hälsingborgs församling.
1 januari 2016 inrättades distrikten Helsingborgs Maria och Filborna, med samma omfattning som motsvarande församlingar hade 1999/2000 och fick 1977, och vari detta sockenområde ingår.
Socknen har tillhört län, fögderier, tingslag och domsagor enligt vad som beskrivs i artikeln Luggude härad. De indelta soldaterna tillhörde Norra skånska infanteriregementet, Luggude kompani.

## Geografi
Socken låg norr och öster om staden med Öresund i väster. Sockenområdet är jämnt ovanför strandsluttningen.

## Orter

### Byar
- Filborna
- Stubbarp
- Västra Ramlösa
- Östra Ramlösa

### Municipalsamhällen
- Stattena (Helsingborgs landskommuns municipalsamhälle)

### Fiskelägen
- Tinkarp
- Gravarna

### Gårdar
- Brohuset
- Gyhult
- Lilla Pålsjö
- Gustavslund (förr Mårtenstorp)
- Senderöd
- Skabelycke (nu Sofiero slott)
- Stora Pålsjö

## Historia

### Äldre historia
Socknen bildades under medeltiden med Sankt Petri kyrka i Helsingborg som sockenkyrka. I Lunds stifts landebok från 1569 kallas socknen för S. Peders sogn i Helsingborg. Sankt Petri kyrka har sin grund i en träkyrka som uppfördes på 1000-talet strax öster om Helsingborgs slott och senast i slutet av 1100-talet ersatts av en stenkyrka. Under medeltiden innehade den danske kungen patronatsrätt över församlingen. Kyrkan revs någon gång efter den danska reformationen 1536 och därefter fungerade den enda kvarvarande kyrkan i Helsingborg, Sankta Maria kyrka, som sockenkyrka. Socknen bredde ut sig österut från Helsingborgs stads dåvarande yttre gräns vid Helsingborgs slott och avgränsades i öster av Kropps och Välluvs socknar. I norr utgjorde Pålsjö bäck sedan länge en nordlig gräns för Helsingborgs stad och här bredde socknen sig ut fram till Allerums socken längre norrut. I söder avgränsades både staden och socknen av Raus socken. Marken mellan de olika byarnas odlingsmarker nyttjades som gemensam fäladsmark för flera av byarna samt Helsingborgs stad. Enligt Lunds stifts landebok från 1570 fanns det 31 tiondegivare i Helsingborgs socken det året.
Under 1500- och 1600-talen uppfördes ett antal vattenmöllor i Hälsodalen strax norr om Helsingborgs stad. Trots att de låg så nära Helsingborg lades de under Helsingborgs sockens jurisdiktion. Senast i slutet av 1600-talet uppfördes kronotorpet Ringstorphus och på 1700-talet kronotorpen Stattenahus och Ladugårdshus. Alla dessa låg intill stadens jordar i nordost och som kom att räknas som en del av socknen. Gränserna mellan socknen och Helsingborgs stad kom därmed att luckras upp. Under samma tid förekom ofta konflikter mellan borgarna i Helsingborgs stad och invånarna i socknen gällande nyttjandet av fäladsmarken, vilket gjorde att krav på en tydligare gränsstruktur började växa fram. För att lösa frågan anlitades år 1782 lantmätaren Carl Björkegren för att kartlägga markförhållandena. Ett samförstånd i frågan kom dock att dröja till 1787. Dessutom löstes inte frågan med socknens enklaver invid Helsingborgs stad.

### Efter 1863
I takt med att befolkningen i staden Helsingborg ökade kraftigt under senare hälften av 1800-talet började också staden växa ut över sina gränser. Runt Stattenahus och Ladugårdshus började samtidigt ett nytt samhälle växa fram med flera industrietableringar och en kraftig befolkningsökning som följd. Detta samhälle kom på grund av de äldre gränsdragningarna att ligga på både landskommunens och stadens område. Detta föranledde den så kallade Oregelbundenhetskommittén, vars uppgift det var att se över oregelbundenheter i gränsdragningarna av kommuner, att år 1882 föreslå en inkorporering av detta område i Helsingborgs stad. Då både Helsingborgs stad och landskommunen motsatte sig förslaget blev det dock inget av frågan just då. År 1890 bildade sedan Stattenaområdet ett municipalsamhälle benämnt Helsingborgs landsförsamlings municipalsamhälle. Trots det ursprungliga motståndet begärde landskommunens municipalsamhälle i december 1897 hos municipalstyrelsen att få bli en del av Helsingborgs stad. Stadsfullmäktige i Helsingborg ställde sig dock tveksam till denna begäran då en inkorporering av området, som dominerades av industrier och arbetarbostäder, ansågs ge ökade utgifter åt staden. Efter yttrande från länsstyrelsen antog man dock begäran, förutom en liten del av dess mark i öster. Huvuddelen av området inkorporerades den 1 januari 1905 och två år senare inkorporerades alla delar av landskommunen som låg inom stadens gränser.
Då det nu stod klart för de styrande i Helsingborgs stad att staden inte kunde växa utan att man införskaffade ny mark beslöt man år 1908 att köpa in egendomen Pålsjö i norr med avsikt att inkorporera dess marker. I allmänhet skedde en förändring i inställningen till inkorporeringar bland de styrande och man siktade in sig på flera områden, främst inom landskommunens område. Resultatet blev att Pålsjöområdet, där byn Senderöd ingick, inkorporerades från landskommunen den 1 januari 1914. År 1918 inkorporerades Sofiero och Tinkarp norr om Pålsjö tillsammans med Gyhult och Brohusen i nordost. Resterande delar av landskommunen inkorporerades 1919.

### Befolkningsutveckling
| Befolkningsutvecklingen i Helsingborgs socken 1571-1910                                                     | Befolkningsutvecklingen i Helsingborgs socken 1571-1910 | Befolkningsutvecklingen i Helsingborgs socken 1571-1910 | Befolkningsutvecklingen i Helsingborgs socken 1571-1910 | Befolkningsutvecklingen i Helsingborgs socken 1571-1910 |
| --- | ------------------------------------------------------- | ------------------------------------------------------- | ------------------------------------------------------- | ------------------------------------------------------- |
| |                                                         |                                                         |                                                         |                                                         |
| År |                                                         |                                                         | Invånare                                                |                                                         |
| 1571 | 1571                                                    |                                                         | 8281                                                    | 8281                                                    |
| 1620 | 1620                                                    |                                                         | 8351                                                    | 8351                                                    |
| 1699 | 1699                                                    |                                                         | 9521                                                    | 9521                                                    |
| 1718 | 1718                                                    |                                                         | 1 0741                                                  | 1 0741                                                  |
| |                                                         |                                                         |                                                         |                                                         |
| 1810 | 1810                                                    |                                                         | 738                                                     | 738                                                     |
| 1820 | 1820                                                    |                                                         | 877                                                     | 877                                                     |
| 1830 | 1830                                                    |                                                         | 1 047                                                   | 1 047                                                   |
| 1840 | 1840                                                    |                                                         | 1 288                                                   | 1 288                                                   |
| 1850 | 1850                                                    |                                                         | 1 319                                                   | 1 319                                                   |
| 1860 | 1860                                                    |                                                         | 1 490                                                   | 1 490                                                   |
| 1870 | 1870                                                    |                                                         | 1 462                                                   | 1 462                                                   |
| 1880 | 1880                                                    |                                                         | 2 140                                                   | 2 140                                                   |
| 1890 | 1890                                                    |                                                         | 2 268                                                   | 2 268                                                   |
| 1900 | 1900                                                    |                                                         | 2 837                                                   | 2 837                                                   |
| 1910 | 1910                                                    |                                                         | 1 5872                                                  | 1 5872                                                  |
| |                                                         |                                                         |                                                         |                                                         |
| 1 Beräknad folkmängd 2 Helsingborgs landskommuns municipalsamhälle inkorporerades 1905 i Helsingborgs stad. |                                                         |                                                         |                                                         |                                                         |